# Staurophora celsia
Staurophora celsia là một loài bướm đêm thuộc họ Noctuidae. Loài này được tìm thấy ở miền trung châu Âu.
Sải cánh dài 36–46 mm.
Ấu trùng ăn nhiều loại cỏ, như Calamagrostis epigejos, Deschampsia cespitosa, Nardus stricta và Anthoxanthum odoratum.

## Hình ảnh

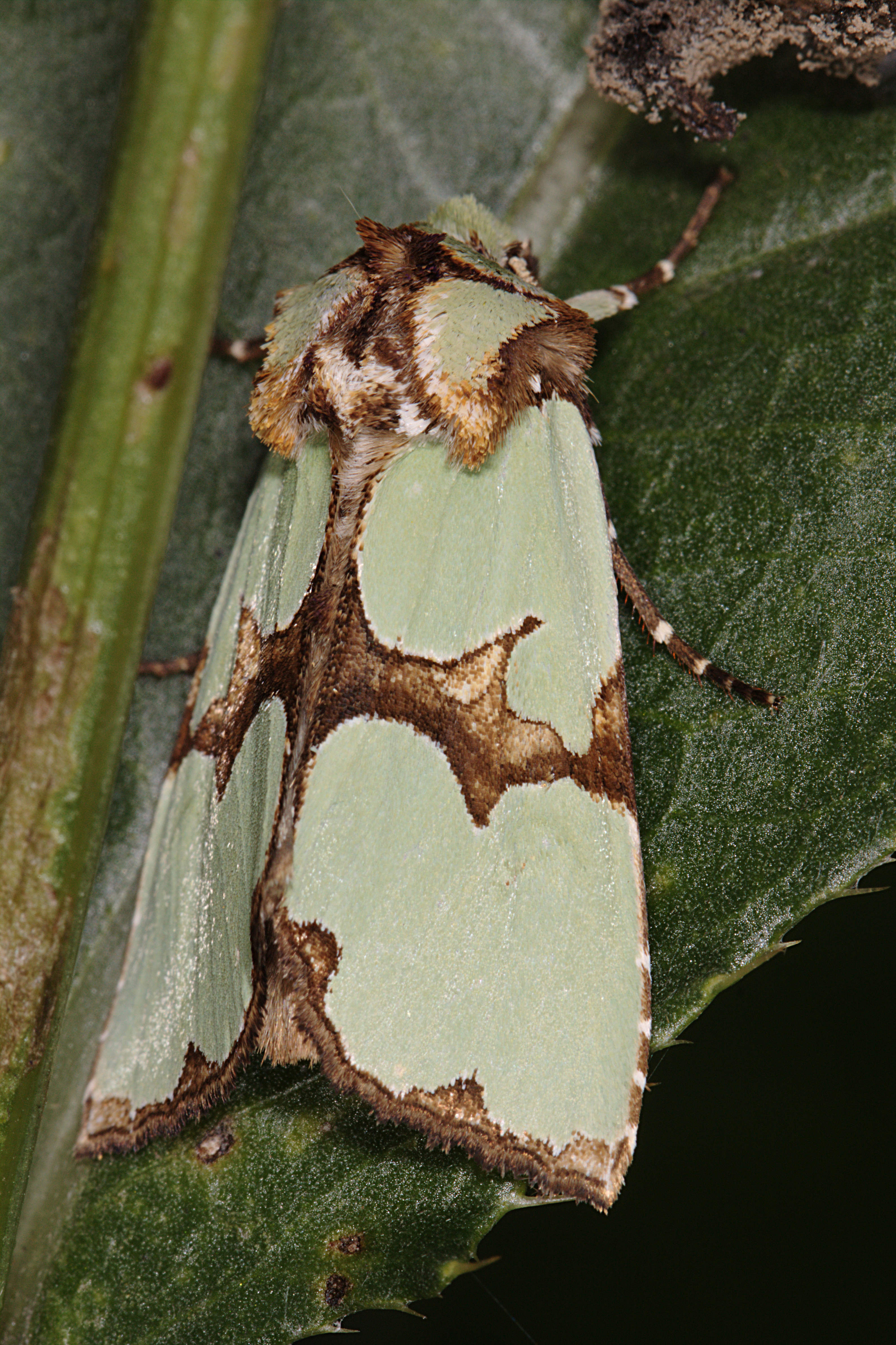
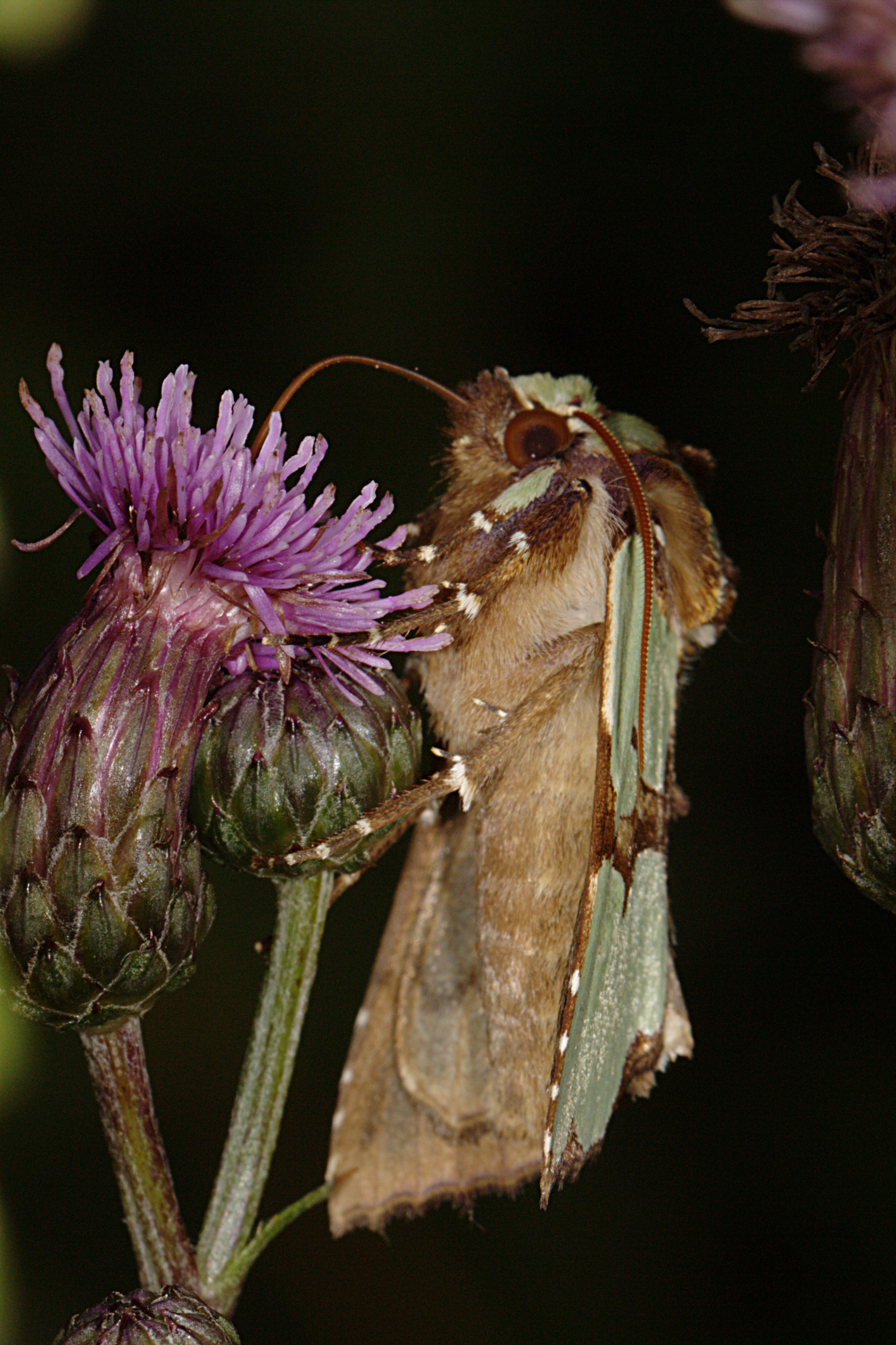